# Pickering-emulsion
En pickering-emulsion är en emulsion som stabiliseras av fasta partiklar som adsorberas vid gränssnittet mellan vatten- och oljefasen.
Vanligtvis är emulsionerna antingen: 
- vatten-i-olja eller,
- olja-i-vatten-emulsioner.

Det finns också andra, mer komplexa system,  såsom: 
- vatten-i-vatten
- olja-i-olja
- vatten-i-olja-i-vatten och
- olja-i-vatten-i-olja-emulsioner finns också.

Pickering-emulsioner fick sitt namn efter SU Pickering, som 1907 beskrev fenomenet med fasta partiklar som stabiliserar emulsioner. Effekten upptäcktes dock redan 1903 av Walter Ramsden.
Om olja och vatten blandas så att små oljedroppar bildas och sprids i vattnet (olja-i-vatten-emulsion), kommer dropparna så småningom att koalescera för att minska mängden energi i systemet. Om istället fasta partiklar tillsätts till blandningen kommer de att binda till gränssnittet mellan vattenfasen och oljedropparna och förhindra dropparna från att koalescera, vilket gör emulsionen mer stabil.
Partikelegenskaper såsom hydrofobicitet, form, storlek, elektrolytkoncentrationen i den kontinuerliga fasen och volymförhållandet mellan de två faserna kan ha en effekt på emulsionens stabilitet. 
Partiklarnas kontaktvinkel mot dropparnas ytor är ett kännetecken för partikelns hydrofobicitet. Om kontaktvinkeln mellan partikeln och dropparna är stor, kommer partikeln till största delen att vätas av droppen och kommer därför sannolikt inte att förhindra sammansmältning av dropparna.
Partiklar som är delvis hydrofoba är bättre stabilisatorer eftersom de är delvis vätbara av båda vätskorna. De binder därför bättre till både dropparna och den kontinuerliga fasen. Den optimala kontaktvinkeln för en stabil emulsion uppnås när partikeln är lika vätad av båda faserna (dvs. 90° kontaktvinkel). Stabiliseringsenergin ges av:
{\displaystyle \Delta E\ =\pi r^{2}\gamma _{OW}(1-|\cos {\theta _{OW}}|)^{2}}
, där r är partikelradien, {\displaystyle \gamma _{OW}} är gränssnittsspänningen, och {\displaystyle \theta _{OW}} är partikelns kontaktvinkel med gränssnittet mellan de två olika vätskefaserna.
När kontaktvinkeln är cirka 90° har energin som krävs för att stabilisera systemet sitt minimivärde. I allmänhet är det den fasen som väter partiklarna mest som kommer att vara den kontinuerliga fasen i emulsionssystemet. 
Den vanligaste typen av Pickering-emulsioner är olja-i-vatten-emulsioner på grund av den hydrofilicitet som de flesta organiska partiklar har.
Ett exempel på en pickering-stabiliserad emulsion är homogeniserad mjölk. Mjölkproteinmolekylerna (kasein) adsorberas på ytan av mjölkfettmolekylerna och fungerar som ett ytaktivt ämne. Mjölkfettmolekylernas membran skadas under homogeniseringen och ersätts av kaseinet. Andra exempel där Pickering-partiklar kan stabilisera emulsioner är till exempel i tvättmedel, choklad med låg fetthalt, majonnäs och margarin.
Pickering-emulsioner har fått ökad uppmärksamhet och forskningsintresse under 2000-talet då användningen av traditionella ytaktiva ämnen har ifrågasattes på grund av miljö-, hälso- och kostnadsfrågor. Syntetiska nanopartiklar med väldefinierad storlek och sammansättning har varit de främsta partiklarna av intresse tills nyligen då även naturliga organiska partiklar har fått ökad uppmärksamhet. De förväntas ha fördelar såsom kostnadseffektivitet och nedbrytbarhet, samt att de framställs från förnybara resurser.
Det har även visat sig att stabiliteten hos Pickering-emulsioner kan förbättras genom användning av amfifila "Januspartiklar" på grund av den högre adsorptionsenergin hos partiklarna vid vätske- vätskegränssnittet. Januspartiklar är partiklar som har en hydrofob och en hydrofil sida.
En annan möjlighet är att använda latex-partiklar för att stabilisera en emulsion. Man för då samman dessa partiklar för att bilda ett permeabelt skal, kallad en kolloidosom.  Pickering-emulsions-droppar kan också vara lämpliga mallar för mikroinkapsling och bildning av slutna, icke-permeabla kapslar.  Denna form av inkapsling kan även appliceras på vatten-i-vatten-emulsioner (dispersioner av fasseparerade vattenhaltiga polymerlösningar) och är även reversibel. 